# Primtalstvilling
Två udda tal vilka följer varandra och båda är primtal är primtalstvillingar. Talen 2 och 3 är inte primtalstvillingar eftersom det ena talet (2) är jämnt. De lägsta primtalstvillingarna är därför talen 3 och 5, och de näst lägsta talen 5 och 7. Talen 3, 5 och 7 kan också kallas för primtalstrillingar men är dock de enda primtalstrillingarna som finns. Primtalsfyrlingar, primtalsfemlingar, etc. finns inte.
Varje primtalstvilling som är större än 3 kan skrivas som (6n − 1, 6n + 1), för något naturligt tal n. Talet n måste dock sluta på 0, 2, 3, 5, 7 eller 8 och får ej vara 1.
Primtalstvillingarna mindre än 1000 är:
(3, 5), (5, 7), (11, 13), (17, 19), (29, 31), (41, 43), (59, 61), (71, 73), (101, 103), (107, 109), (137, 139), (149, 151), (179, 181), (191, 193), (197, 199), (227, 229), (239, 241), (269, 271), (281, 283), (311, 313), (347, 349), (419, 421), (431, 433), (461, 463), (521, 523), (569, 571), (599, 601), (617, 619), (641, 643), (659, 661), (809, 811), (821, 823), (827, 829), (857, 859), (881, 883), … (talföljd A077800 i OEIS)
Den 15 januari 2007 hittade Eric Vautier, (Frankrike), de hittills största primtalstvillingarna, {\displaystyle 2003663613\cdot 2^{195000}\pm 1}. Talen har 58 711 siffror. 
Det är okänt om det finns oändligt många primtalstvillingar eller endast ett begränsat antal.

## Egenskaper
Det har bevisats att talen (m, m + 2) är primtalstvillingar om och endast om
{\displaystyle 4((m-1)!+1)\equiv -m{\pmod {m(m+2)}}.}

## Bruns sats
1915 bevisade Viggo Brun att summan av reciprokerna av primtalstvillingarna konvergerar mot en konstant, numera känd som Bruns konstant. Det här resultatet, känt som Bruns sats, var den första användningen av Bruns såll och var ett stort steg mot moderna metoder inom analytisk talteori. Den moderna versionen av Bruns argument kan användas till att visa att antalet primtalstvillingar mindre eller lika stora som N är inte större än
{\displaystyle {\frac {CN}{(\log N)^{2}}}}
för någon absolut konstant C > 0.